# Kereru
Pombo-maori, pombo-neozelandês ou Kererū (nome científico: Hemiphaga novaeseelandiae) é uma espécie de ave da família dos pombos endêmica da Nova Zelândia. Sua população declinou consideravelmente após a chegada dos colonizadores no arquipélago.

## Mitologia Maori
Na religião Maori da Nova Zelândia, o Kererū é um símbolo sagrado, reconhecido como patrimônio cultural vivo pelo governo Neozelandês.
Era um dos animais que o semideus Māui poderia se transformar. Uma história conta que o semideus após reencontrar sua família, notou que todas noites sua mãe, Taranga, saia de casa escondida. Uma vez usou seu Anzol Mágico para se transformar em um Kererū e seguiu sua mãe em silêncio, até encontrar ela junto de um grupo de pessoas sentadas, mas sem querer derruba uma fruta na cabeça de sua mãe que logo reconhece seu filho e apresenta ele para Makeatutara, o Guardião do Submundo e seu pai. Logo, Makeatutara procura presentear seu filho, fazendo uma série de encantamentos para ele na beira de um rio, porém erra alguns encantamentos (devido sua pressa e estresse) e acaba amaldiçoando seu filho com a mortalidade, algo raro entre os humanos.